# Shen Yaying
Shen Yaying (chinesisch 沈雅颖, Pinyin Shěn Yǎyǐng, * 17. Januar 1994) ist eine chinesische Badmintonspielerin. 

## Karriere
Shen Yaying startete bei den chinesischen Nationalspielen 2013, wo sie mit dem Damenteam der Volksbefreiungsarmee Gold gewann. Beim China Masters 2014 stand sie im Finale des Einzels, bei den Chinese International 2014 wurde sie Dritte im Einzel. Bei der Junioren-Badmintonasienmeisterschaft 2011 hatte sie bereits Silber gewonnen.